# Хакенштедт

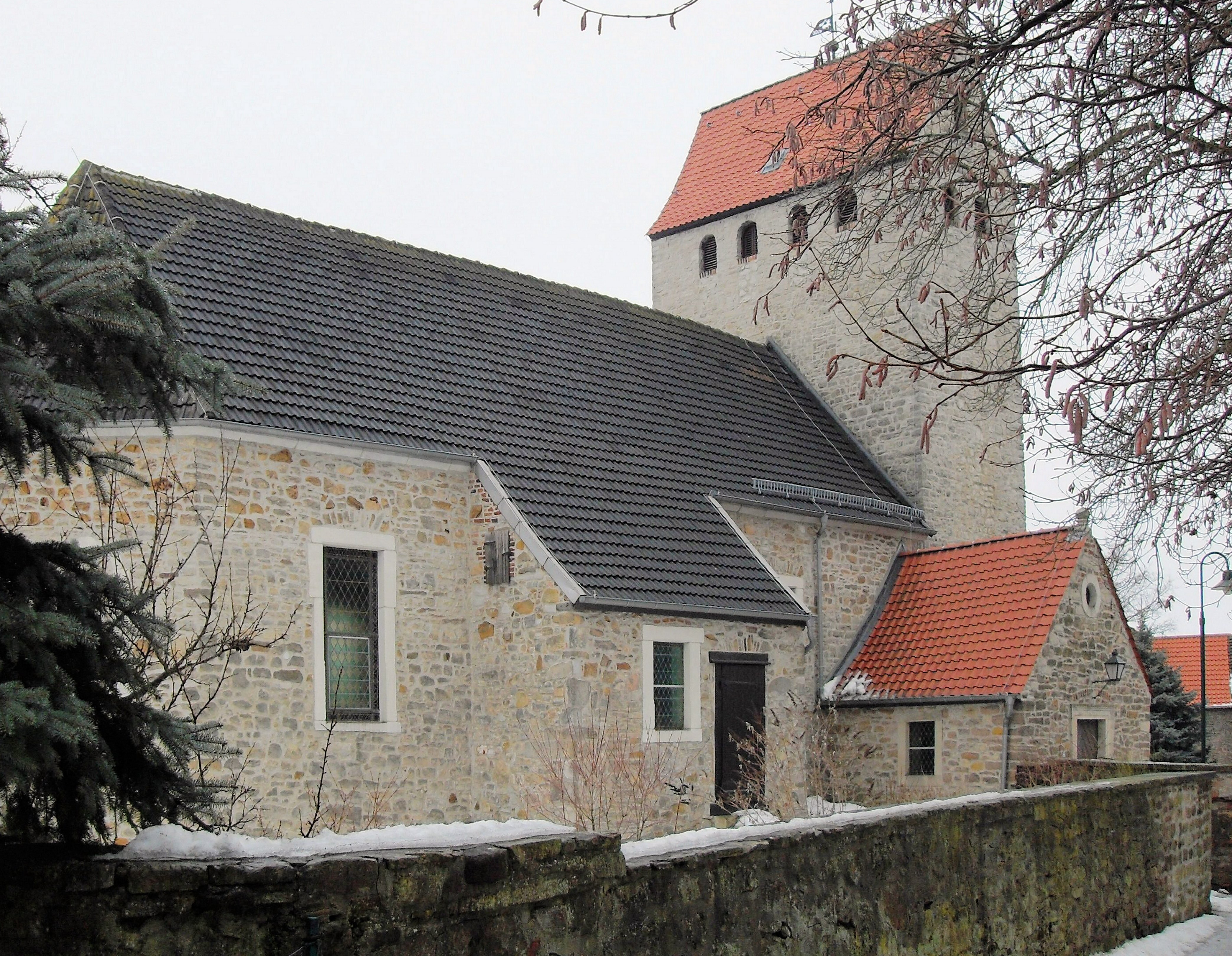
Церковь

Хакенштедт (нем. Hakenstedt) — деревня в Германии, в земле Саксония-Анхальт. Входит в состав общины Эркслебен района Бёрде.
Впервые упоминается в 1142 году.
Ранее Хакенштедт имела статус общины (коммуны). Население общины составляло 578 человек (2025 год). Занимала площадь 17,08 км². 1 января 2010 года Хакенштедт вошла в состав общины Эркслебен.

## Достопримечательности
Евангелическая церковь Святой Марии.